# Robin Thomas (matemático)
Robin Thomas (22 de agosto de 1962) é um matemático tcheco, que trabalha com teoria dos grafos, combinatória e teoria dos algoritmos.
Thomas obteve um doutorado em 1985 na Universidade Carolina, orientado por Jaroslav Nešetřil. A partir de 1989 esteve no Instituto de Tecnologia da Geórgia, onde é atualmente professor.
Thomas provou em 2005 com Paul Seymour, Maria Chudnovsky e Neil Robertson a suposição forte para grafos perfeitos de Claude Berge.
Recebeu o Prêmio Fulkerson de 1994 com Paul Seymour  e Neil Robertson e novamente o Prêmio Fulkerson de 2009 com Maria Chudnovsky. É fellow da American Mathematical Society.
Foi palestrante convidado do Congresso Internacional de Matemáticos em Madrid (2006: Pfaffian Orientation of Graphs).